# Piltdownmennesket
Piltdownmennesket (eng: Piltdown Man) var en palæontologisk-antropologisk forfalskning fra 1912, der forsøgte at få knoglestumper til at fremstå som fossile rester af et ukendt fortidsmenneske. Selv om der meget tidligt var tvivl om fundets legitimitet, blev det overvejende accepteret i en årrække, til det i 1953 endegyldigt blev bevist, at fundet var en forfalskning. En omfattende, videnskabelig undersøgelse fra 2016 fandt, at amatørarkæologen Charles Dawson var den mest sandsynlige gerningsmand.
I 1912 påstod Charles Dawson, at han havde fundet "the missing link" - den manglende forbindelse mellem abe og menneske. Han kontaktede Arthur Smith Woodward, der var Keeper of Geology ved Londons Natural History Museum med den besked, at han ved Piltdown i East Sussex, havde fundet en del af et menneskelignende kranium i en grusaflejring fra pleistocæntiden. Samme sommer fandt Dawson og Woodward angiveligt flere knogler og andre genstande på stedet, som de forbandt med samme individ. Blandt disse fund var et menneskeligt kæbeben, flere stykker af kraniet, et sæt tænder og nogle primitive værktøjer.
Woodward rekonstruerede kraniet og foreslog, at det stammede fra en af menneskets forfædre, der levede for 500.000 år siden. Opdagelsen blev bekendtgjort ved et møde i Geological Society og blev navngivet eoanthrapus dawsoni ("Dawson's morgengry-menneske"). Den omstridte betydning af rekonstruktionen var genstand for omfattende kontroverser, til det i 1953 endeligt blev fastslået, at der var tale om en forfalskning. Det viste sig at være sammensat af en bearbejdet kæbe og nogle tænder fra en orangutang sammensat med et fuldt udviklet, om end lille, kranium fra et moderne menneske.
Piltdownforfalskningen er bemærkelsesværdig af to årsager: dels for den omtale det skabte om menneskets udvikling, dels for de 41 år der gik fra den påståede opdagelse til den endelige afsløring som en sammensat forfalskning.